# TDRD3
TDRD3‏ (Tudor domain containing 3) هوَ بروتين يُشَفر بواسطة جين TDRD3 في الإنسان.